# Dybbuk
No folclore judeu, um dybbuk ou dibbuk (plural: dybbukim) é um espírito humano que, devido aos seus pecados pregressos, vagueia incansavelmente até que encontre refúgio no corpo de uma pessoa viva. "dybbuk" ou "dibbuk" se apodera de corpos de pessoas.

## Histórico
A crença nos dybbukim foi bastante comum nas comunidades do leste europeu dos séculos XVI e XVII: naquela época, pessoas acometidas por desordens mentais ou nervosas eram levadas à presença de um rabino responsável por operar milagres (baʿal shem). De acordo com a crença da época, esse rabino era capaz de expulsar o dybbuk por intermédio de um ritual de exorcismo.
O místico Isaac Luria (1534–1572) foi o responsável por introduzir a doutrina da transmigração de almas (gilgul) na comunidade judaica. Ele acreditava ser a transmigração o mecanismo pelo qual as almas poderiam dar continuidade ao seu propósito de auto-aperfeiçoamento. Essa doutrina eventualmente evoluiu para a concepção de que uma pessoa poderia ser possuída por um dybbuk. O estudioso e folclorista judeu S. Ansky ajudou a despertar o interesse internacional pelos dybbukim quando seu drama iídiche Der Dybbuk (aprox. 1916) foi traduzido para várias outras línguas.

## Dybbuks na ficção
- "Dybbuk", música de Gackt
- No filme The Unborn (2009), a protagonista é atormentada por um dybbuk sob a forma de seu irmão gêmeo não-nascido.
- Dybbuks são monstros no RPG/MMORPG Dungeons & Dragons. Eles são uma variedade de demônios intangíveis e invisíveis que possuem corpos.
- Dybbuk é um personagem NPC no jogo Shadow Tower. Neste jogo o Dybbuk tenta atrapalhar o caminho do jogador.
- É o tema do filme Possessão (2012), em que a protagonista é possuída por um Dybbuk.
- É o tema também do filme Insidious 3 (2015)
- Aparece também na série da ABC chamada The Whispers.
- O narrador do romance de Richard Zimler "Os Anagramas de Varsóvia" é um dybbuk.